# Monarhianizem
Monarhianizem je kristološka herezija, ki zagovarja, da je Bog Oče nadrejen Bogu Sinu in Svetemu Duhu; oba pa tudi izhajata iz Očeta.